# Oliveira dos Brejinhos (ort)
Oliveira dos Brejinhos är en ort i Brasilien.   Den ligger i kommunen Oliveira dos Brejinhos och delstaten Bahia, i den östra delen av landet, 700 km nordost om huvudstaden Brasília. Oliveira dos Brejinhos ligger 572 meter över havet och antalet invånare är 5 596.
Terrängen runt Oliveira dos Brejinhos är kuperad åt sydväst, men åt nordost är den platt. Runt Oliveira dos Brejinhos är det glesbefolkat, med 9 invånare per kvadratkilometer.. Oliveira dos Brejinhos är det största samhället i trakten.
Omgivningarna runt Oliveira dos Brejinhos är huvudsakligen savann.